# Radio Mali
Radio Mali è una compilation del cantautore malese Ali Farka Touré, pubblicata nel 1996 da World Circuit.
È composto da selezioni rimasterizzate originariamente registrate alla radio maliana tra il 1970 e il 1978.

## Tracce
1. Njarka - 0:44
2. Yer Mali Gakoyoyo - 4:50
3. Soko - 5:08
4. Bandalabourou - 6:44
5. Machengoidi - 2:43
6. Samarya - 5:30
7. Hani - 4:21
8. Gambari - 6:26
9. (Njarka) Gambari - 3:23
10. Biennal - 5:11
11. Arsani - 5:18
12. Amadinin - 7:10
13. Seygalare - 5:13
14. Trei Kongo - 5:27
15. Radio Mali - 2:46
16. Njarka (Excerpt) - 1:04

## Formazione
- Ali Farka Touré - voce (2-12, 14-15), chitarra (1-16), percussioni (16)
- Bra Nabo - njarka (1, 5 e 6)
- Nassourou Sare - ngoni (3-4, 8, 11 e 13)
- Fangha - njarka (5 e 9)

### Produzione
- Nick Gold - produzione
- Boubacar Traoré - registrazione
- Jean Claude - registrazione
- Nick Robbins - trasferimento analogico, post-produzione, masterizzazione
- John Hadden - post-produzione, masterizzazione
- Kathryn Samson - disegno di copertina